# Fort Washakie
Fort Washakie est un ancien poste militaire de la United States Army établi en janvier 1871 au cœur de la réserve indienne de Wind River, près de la ville actuelle de Lander au Wyoming, afin de protéger les Shoshones.
Initialement dénommé Camp Brown, il fut renommé le 30 décembre 1878 en l'honneur du chef Washakie et fut définitivement abandonné le 30 mars 1909.